# John Danyel
John Danyel (auch John Daniel; getauft 6. November 1564 in Wellow, Somersetshire; † um 1626 in London) war ein englischer Sänger, Lautenist und Komponist.
John Danyel war der Bruder des in seiner Zeit bekannten Dichters Samuel Danyel (1562–1619), dessen Dichtungen oft vertont wurden, unter anderen von John Danyel. Dieser wurde nach dem Studium in Oxford an den englischen Hof berufen und war von 1625 bis zu seinem Ableben Kammerlautenist und -sänger des Königs.
Er schuf vorwiegend Vokalwerke mit Lautenbegleitung, so die 1606 veröffentlichte Sammlung „Songs for the Lute, Viol and Voice“. Einige seiner Kompositionen werden noch heute zur Aufführung gebracht, er zählt zu den bedeutendsten Vertretern des Lautenliedes seiner Zeit.

## Werke
- Songs for the lute, viol and voice, 1606